# گزنوکراتس

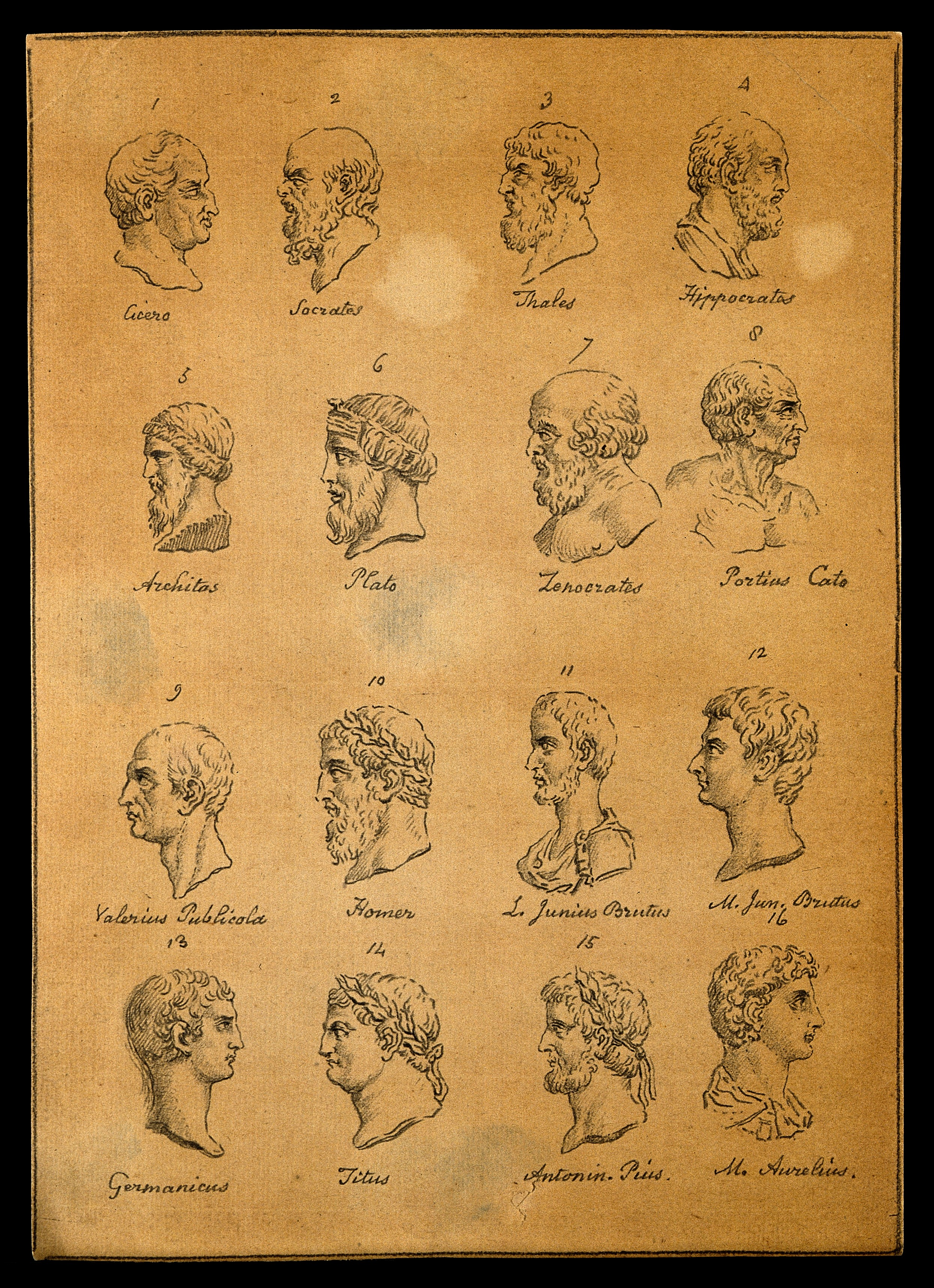
تصویر 16 دانشمند که تصویر گزنوکراتس شماره چهارمی است

گزنوکراتس فیلسوف و ریاضی‌دان یونانی و از اهالی خالکدون بود. او در حدود ۳۹۷ ق م متولد شده و در حدود ۳۱۴ ق م از دنیا رفت.
گزنوکراتس از ۳۳۸-۳۳۹ ق م تا ۳۱۴-۳۱۵ ق م به عنوان رئیس آکادمی جانشین اسپیوسیپوس شد.
تاریخ هندسه‌ای در پنج کتاب بدو منسوب است، البته اگر عنوان آن را درست فهمیده باشیم، چون چیزی از آن کتاب در دست نیست.
او یکی از مسایل آنالیز جای‌گشت ترکیبی را حل کرد: تعداد هجاهایی که آنها را با همهٴ حروف الفبا می‌توان نوشت ۱٬۰۰۲٬۰۰۰٬۰۰۰٬۰۰۰ است.
نظریهٴ خطوط غیرقابل تقسیم نیز از اوست.